# Benjamín Zevallos-Ortiz Drago
Benjamín Carlos Zevallos-Ortiz Drago (Callao, 1925 - Ibídem, 2009) fue un empresario y político peruano.

## Biografía
Estuvo casado con Carmen María Bringas Taboada de Zevallos-Ortiz.
Fue aduanero público, en el año 1973 fue nombrado como Agente de Aduanas actuando de como persona natural, fundado su propia Agencia de Aduana.
Ingresa a la vida política siendo miembro del Partido Popular Cristiano, junto a Moisés Woll, Luis Giusti La Rosa, Félix Moreno Roldán, Antonio Fortunic, Arturo Villanueva Chacón, Esperanza Carcelen, Nemesio Canelo y Nello Marco Sánchez entre otros. Fue alcalde de La Punta durante 14 años en cuatro periodos: 1976-1979, 1990-1992, 1993-1995, 1996-1998. También fue teniente alcalde del Callao en el periodo del 2000 al 2004.